# Весельницька Наталія Володимирівна
Наталія Володимирівна Весельницька (нар. 1975) — російська адвокатка. Керівна партнерка, адвокатка в адвокатському бюро Московської області «Камертон Консалтинг».
Весельницька зажила слави завдяки міжнародному резонансу від своєї таємної ділової зустрічі 9 червня 2016 року в нью-йоркському хмарочосі Трамп-тауер з представниками майбутнього президента США Дональда Трампа — Дональдом Трампом-молодшим, Джаредом Кушнером і Полом Манафортом. Учасники зустрічі обговорювали компромат на Гілларі Клінтон щодо джерел фінансування Національного комітету Демократичної партії США, який, імовірно надійшов від російського уряду. Ці контакти Весельницької, особисто пов'язаної з генеральним прокурором РФ Юрієм Чайкою, були сприйняті в США як скандальне підтвердження втручання Росії у Президентські вибори у США 2016. Зустріч Весельницької з представниками передвиборного штабу Трампа опинилася в центрі уваги американських ЗМІ в липні 2017 року, після публікації Нью-Йорк Таймс з посиланням на секретні документи американського уряду і зізнання Дональда Трампа-молодшого.
Починаючи з 2015 року Весельницька представляла в США інтереси власників Crocus Group — російських підприємців Араза Агаларова і його сина Еміна Агаларова. У США Весельницька також представляла інтереси сина віце-президента Російські залізниці Дениса Кацива, якого американська влада звинувачувала у відмиванні грошей, пов'язаних зі справою Магнітського.
Американська преса називала Весельницьку у 2017 році «зв'язковою Кремля». Стали відомі факти про те, що за рахунок американського бюджету їй оплачували в США люксові номери в готелях вартістю 1000 доларів
на добу. Прес-секретар президента РФ Дмитро Пєсков заявив, що Кремль не має уявлення, хто така Весельницька.

## Біографія
Наталія Весельницька народилася 1975 року в Краматорську (Донецька область), де служив її батько, льотчик. У 1998 році закінчила Московську державну юридичну академію. Починала кар'єру в Гута-банку. У 1999-2001 роках працювала в Прокуратурі Московської області під керівництвом свого майбутнього чоловіка, першого заступника прокурора Московської області Олександра Мітусова.
У 2005-2013 роках Весельницька зі своєю юридичною фірмою «Камертон консалтинг» представляла в судовому розгляді інтереси військової частини 55002 (Управління матеріально-технічного забезпечення ФСБ РФ).
У березні 2012 року «Нова газета» відзначала, що «про успішну адвокатську діяльність Весельницької в Московській області ходять легенди». Про сімейно-прокурорський дует Весельницької та Мітусова згадувала «Нова газета» в кримінальному розслідуванні «Хто крутить дишель. У боях за підмосковну землю зійшлися міністри, злодії в законі і „рішали“», присвяченому афері 2012 року з землею і бізнес-війні в Підмосков'ї.

## Діяльність у США
Діяльність Весельницької в США почалася 2015 року з представлення інтересів Crocus Group Араза і Еміна Агаларових.
Також вона була представницею сина віце-президента Російські залізниці Петра Кацива Дениса. Його звинувачували у відмиванні через покупку елітної нерухомості частині суми, про викрадення якої заявляв Сергій Магнітський. Спочатку американська прокуратура вимагала виплати 20 млн дол., але через два місяці після звільнення прокурора Прита Бхарару президентом Трампом відомство погодилося зі сплатою 6 млн і невизнанням Кацивом провини, мирову угоду було підписано в травні 2017 року за день до початку процесу. Весельнийцька не вміла писати і читати англійською і їй спочатку було відмовлено в американській візі, по ходу справи Кацива отримала дозвіл на тимчасове перебування в США. За інформацією Міністерства національної безпеки США, з осені 2015 року Весельницька понад 20 разів прилітала в США у службових і особистих справах.
За твердженнями Весельницької, 2016 року вона попросила Араза Агаларова, який раніше мав бізнесові стосунки з Трампом-старшим у зв'язку з організацією в 2013 році в Росії конкурсу «Міс Всесвіт 2013», влаштувати їй зустріч з представниками передвиборного штабу кандидата в президенти США Трампа. Посередником виступив знайомий Агаларова, музичний антрепренер і PR-фахівець Роб Голдстоун, який умовив американців зустрітися з Весельницькою, яка ніби то володіє фінансовим компроматом на суперницю Трампа Гілларі Клінтон. 9 червня 2016 року, за даними Нью-Йорк Таймс, підтвердженими учасниками переговорів, в Трамп-тауер відбулася зустріч Весельницької з Дональдом Трампом-молодшим, Джаредом Кушнером і Полом Манафортом. На зустрічі Весельницьку супроводжували перекладач Анатолій Самочорний і відставний радянський і російський розвідник Рінат Ахметшин, колишній співробітник ГРУ, який нині володіє подвійним громадянством (російським і американським) і працював лобістом заснованої Весельницькою НКО Human Rights Accountability Global Initiative (яка виступала проти «закону Магнітського»).
За даними Уолл-стріт джорнел, Весельницька обговорювала з Трампом-молодшим можливу відміну «акту Магнітського», яким США вводили санкції щодо російських офіційних осіб, слідчих і суддів, причетних, на думку американської сторони, до смерті 2009 року в СІЗО юриста Сергія Магнітського. Ініціатором законопроєкту був інвестор Вільям Браудер, якого в Росії заочно засудили за шахрайство. Як компенсаційний захід за можливе скасування Акту Магнітського Весельницька пропонувала обговорити ухвалений в Росії «Закон Діми Яковлева», що заборонив батькам зі США всиновлювати російських дітей. Своїм американським співрозмовникам з передвиборного штабу Трампа Весельницька оголосила, що має інформацію про те, що афільована з Браудером американська фірма Ziff Brothers Investments ухилялася від сплати податків у Росії, а разом з тим була спонсором Демократичної партії США. За даними The Wall Street Journal, Трамп-молодший не зацікавився відомостями Весельницької, знайшов їх двозначними і неконкретними, а всю 20-хвилинну зустріч в цілому розцінив як «порожню витрату часу».
Браудер в інтерв'ю Business Insider вказав на особисті контакти Весельницької по його справі з генеральним прокурором РФ Юрієм Чайкою, знайшовши результатом їх спільних зусиль «щодня координовану атаку влади Росії на мене». За оцінкою Браудера, Весельницька з відома офіційної російської влади розгорнула на Заході проти нього «цілий список звинувачень, серед яких вбивство, шпигунство, шахрайство, ухилення від сплати податків, банкрутство і наклеп». В інтерв'ю The Wall Street Journal Весельницька підтвердила особисте знайомство з генпрокурором РФ Чайкою, розповіла, що вела стосовно Браудера власне розслідування, збирала про інвестора компромат і особисто надавала його російському генпрокуророві. Пояснюючи мотиви своїх дій, Весельницька повідомила, що планувала «якомога ширше розповсюдити інформацію про Браудера».
У липні 2017 року стало відомо, що комітет Сенату США з розвідки планує допитати Дональда Трампа-молодшого про таємну зустріч з Весельницькою. Згідно з поширеними в американській пресі даними, приводом до допиту Трампа-молодшого стала інформація про те, що Весельницька доставила з Росії компромат на Гілларі Клінтон і прагнула вплинути на розслідування справи, що перешкоджає співпраці двох країн.
The Washington Post резюмувала: скандал з Весельницькою може виявитися поворотним моментом у розслідуванні ймовірного втручання Росії у переможні для Трампа президентські вибори в США. Видання вважає, що таємна зустріч з Весельницькою може стати «першим серйозним доказом змови і підставою для кримінального переслідування Трампа-молодшого».

## Родина
Наталія Весельницька одружена другим шлюбом, в обох шлюбах має дітей.
- Перший шлюб — з Юнісом Сумалієвим (нині перебуває у федеральному розшуку)[13][14].
- Другий шлюб — з Олександром Олександровичем Мітусовим — колишнім першим заступником прокурора Московської області, першим заступником міністра транспорту Московської області, а нині віце-президентом АТ «СГ-транс». Мітусов народився 14 січня 1952 року, у 1980 році закінчив Саратовський юридичний інститут ім. Д. І. Курського, з 1980 року по квітень 2004 року працював в органах прокуратури Московської області; за час служби в прокуратурі обіймав різні посади, пройшовши професійний шлях від помічника міського прокурора до першого заступника прокурора Московської області. З 1993 року призначений заступником прокурора Московської області; з 2000 року — першим заступником прокурора Московської області. 23 березня 2005 року розпорядженням губернатора Московської області призначений першим заступником міністра транспорту уряду Московської області. Почесний працівник прокуратури РФ, заслужений юрист Московської області. Має чотирьох дітей від різних шлюбів.

Адвокатське бюро Московської області «Камертон Консалтинг» з офісом в Хімках — сімейний бізнес Мітусових, у якому бере участь також його дочка від першого шлюбу Наталія Олександрівна Мітусова, адвокат.
Мати — Раїса Петрівна Весельницька (нар. 1953), раніше проживала в селищі Бесовець поблизу Петрозаводська (Карелія), переїхала до Москви, одноосібно заснувала ТОВ «Компанія Фініс», потім поступилася своєю часткою в цьому товаристві Фірудіну Ісмаїлову, братові власника Групи АСТ Тельмана Ісмаїлова, і залишилася гендиректором цієї компанії.
Батько — Володимир Ілліч Весельницький, у 1974 році закінчив Армавірське вище Червонопрапорне училище льотчиків, льотчик-снайпер, командир 57-го гвардійського Червонопрапорного авіаційного винищувального полку в гарнізоні Бесовець, полковник, загинув 11 квітня 1990 року при зіткненні літака Су-15УМ з землею під кутом 15-20° на швидкості 530 км/год, літак зруйнувався і згорів. Причиною події стала недисциплінованість екіпажу, що проявилася у виконанні непередбаченого завданням спадного маневру, що призвело до зіткнення літака із землею. На честь його в гарнізоні названо вулицю, на місці падіння літака за 15 км від Бесовця встановлено пам'ятник. У листопаді 1990 року полк був терміново перебазований на аеродром Аликель під Норильськом, попри акції протесту. Восени 1993 року полк розформовано.
На Весельницьку зареєстрований будинок площею 700 м2 і дві земельні ділянки в дачному селищі «Ріїта» села Успенське на Рубльово-Успенському шосе.
Діти Володимир, Олена і Денис Мітусови у вересні 2011 року почали вчитися в приватній Ломоносовській заміській школі в Успенському у 8-му, 3-му і 1-му класах відповідно.